# Josef Abel

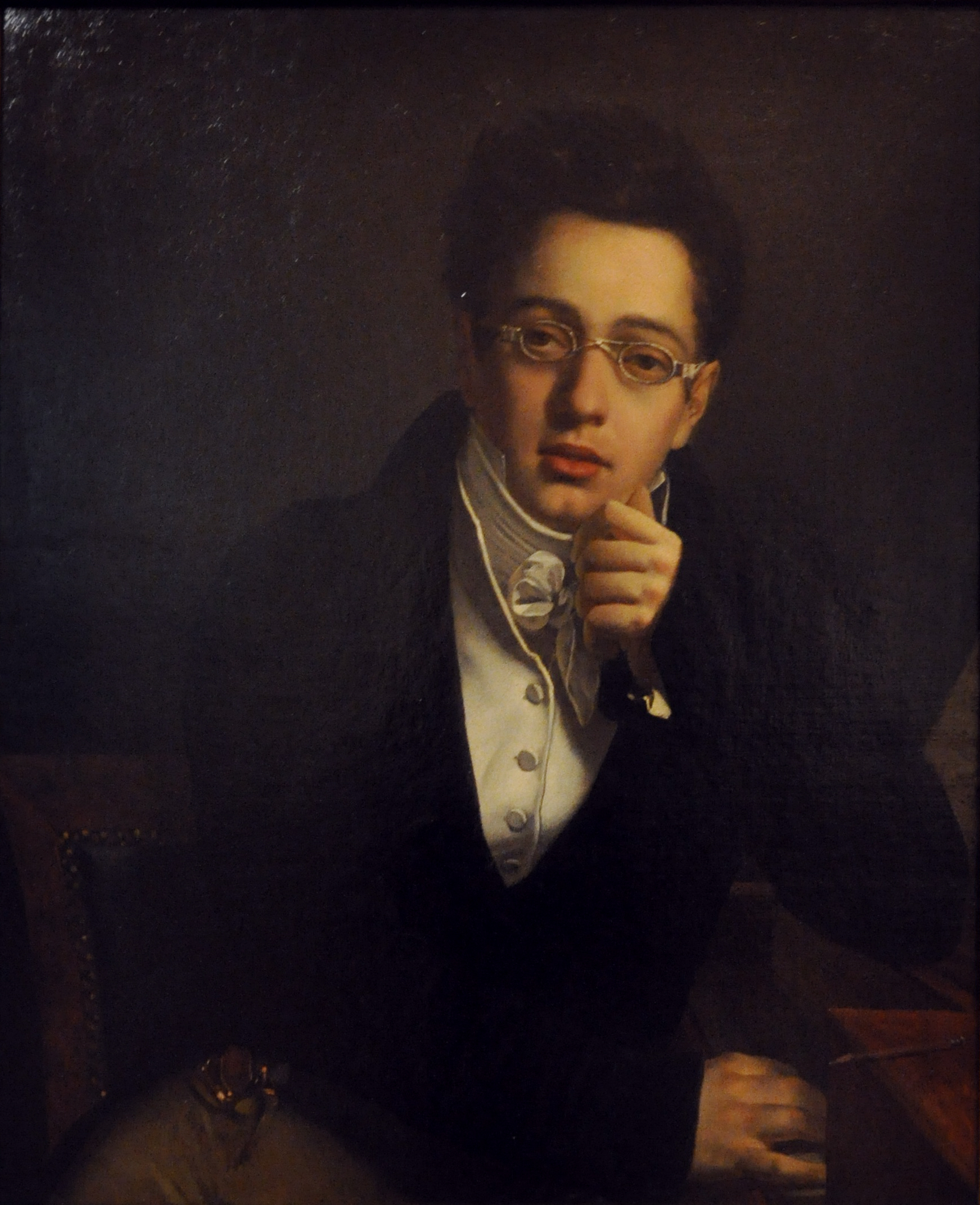
Porträtt av en ung man, troligen Franz Schubert, av Josef Abel.

Josef Abel, född den 22 augusti 1764 i Aschach an der Donau i Oberösterreich, död den 4 oktober 1818 i Wien, var en österrikisk historiemålare. 
Abel påverkades i hög grad av den ideala åsikt inom konsten, som i början av 1800-talet drev så många konstnärer över till studiet av antika ämnen. Bland hans bästa tavlor kan nämnas: Antigone, knäböjande vid sin broders lik; Cato, då han ögonblicket före sitt självmord låter slaven räcka sig svärdet; Den fjättrade Prometheus; Sokrates. Abel gjorde sig dock mest känd genom sina förträffliga raderingar.